# Система помощи при экстренном торможении автомобиля
Система помощи при экстренном торможении автомобиля (англ. Brake Assist System, BAS; Emergency brake assist в разг. речи «дотормаживатель») — автомобильная электронная система, анализирующая скорость прикладываемого водителем усилия к педали тормоза. В случае, если к педали тормоза приложено резкое воздействие — это приводит к срабатыванию тормозного ассистента, который развивает максимально возможное усилие, вне зависимости от реакции человека. Срабатывание данной системы воспринимается водителем как «провал» педали тормоза.
Применение системы обусловлено результатами исследования, проведенного компанией Mercedes-Benz, в ходе которого обнаружилось, что в критичной ситуации водитель очень часто нажимает на педаль тормоза резко, но недостаточно сильно.